# سيلينة تاجية
سيلينة تاجية أو «زهرة الورد» هي نوع من النباتات المزهرة في الفصيلة القرنفية ، موطنها آسيا وأوروبا.

## الوصف
إنه نبات معمر ينمو إلى 80 سنتيمتر (31 بوصة) يبلغ ارتفاعه 45 سنتيمتر (18 بوصة) واسعة، ذو أوراق لباد رمادية وأزهار أرجوانية زاهية مفردة تنمو على التوالي في شهر يوليو. على الرغم من أن النبات قصير العمر، إلا أنه يزرع بذاته بسهولة في مواقع مواتية. ويزرع أحيانًا كل سنتين.